# Opisthopsis panops
Opisthopsis panops är en myrart som beskrevs av Bolton 1995. Opisthopsis panops ingår i släktet Opisthopsis och familjen myror. Inga underarter finns listade i Catalogue of Life.